# Buffalo (hrabstwo Marquette)
Buffalo – miasto w Stanach Zjednoczonych, w stanie Wisconsin, w hrabstwie Marquette.